# Mattia Pasini
Mattia Pasini (Rimini, Italia, 13 de agosto de 1985) es un piloto italiano de motociclismo.

## Biografía

### Principios
Con la competición en sus genes (Luca, su progenitor, ganó diversos títulos del campeonato italiano de velocidad) a los once años Mattia Pasini competía ya en las pistas, disputando el Campeonato italiano de Minimoto y sumando sus primeros triunfos.En 1996 gana el título en minimotos batiendo a adversarios del calibre de Dovizioso, Poggiali y de Angelis. Participó también en el campeonato europeo de esta modalidad y se clasificó tercero en 2001

### Profesional
Empezó a competir de forma profesional en 2004 en la categoría de 125 cc, siendo compañero de Roberto Locatelli. Consiguió un meritorio 7.º puesto en el Gran Premio de Malasia. Al año siguiente consiguió 2 victorias en los Grandes Premios de China y Montmeló, consiguiendo también 6 podiums. En el año 2006 consiguió un 4.º puesto en la general, con 2 victorias, 6 podiums y sus 2 primeras pole position. En 2007 quedó 5.º en la General, pero consiguió 9 pole position y 4 victorias, siendo su última temporada en 125cc. Al año 2008 (su 1.ª temporada en 250 cc) no fue del todo mala, ya que consiguió 1 victoria (Gran Premio Catar) y 4 podiums, con un 8.º puesto en la General del Campeonato del Mundo de Motociclismo. En 2009 ganó su segunda carrera en el Gran Premio de Italia, y en este año finalizó 5.º en la general.
En 2012 da el salto a MotoGP, incorporándose al resto de pilotos que correrán con motos CRT. El equipo en el que debuta es el Team Speed Master, que a finales de la temporada 2011 de MotoGP confirmó la participación del australiano Anthony West pero no continuó el contrato por falta de patrocinadores y apoyo económico. Por su parte, antes de la firma con el equipo italiano, en el que corre Andrea Iannone en la categoría de Moto2, Pasini había buscado equipos en la nueva Moto3 pero consiguió el puesto de West por proporcionar más patrocinio. Mattia pilota una ART (Aprilia Racing Technology) y cambia su dorsal número 75 por el número 54.
En 2020, Pasini fue convocado por el Red Bull KTM Ajo para reemplazar al español Jorge Martín en el Gran Premio de la Emilia Romaña debido a que Martín no se había recuperado completamente del Covid-19.
El 22 de marzo de 2022, Pasini fue captado en el Misano World Circuit Marco Simoncelli entrenando con una Kalex de su propiedad preparándose para realizar un wildcard en el Gran Premio de Italia en Mugello. Finalmente, el 18 de mayo, el Inde Gas Gas Aspar Team confirmó a Pasini como su tercer piloto en la prueba italiana junto a sus dos pilotos titulares Albert Arenas y Jake Dixon.

### Automovilismo
Pasini hizo su debut sobre cuatro ruedas en 2021 cuando disputó con el Ligier JS P320 del Inter Europol Competition la clase LMP3 de la European Le Mans Series. Las tres primeras pruebas de la temporada las disputó en el coche N.º 14 y en su prueba de casa, en las 4 Horas de Monza las disputó con el coche N.º 13. En Monza, Pasini junto a Martin Hippe y Ugo de Wilde terminó la carrera en la tercera posición, consiguiendo su primer podio en coches.

## Resultados

### Campeonato del mundo de motociclismo

#### Por temporada
| Temp. | Cat.   | Moto        | Equipo                      | Carreras | Victorias | Podios | Poles | V.Ráp. | Pts. | Pos. |
| ----- | ------ | ----------- | --------------------------- | -------- | --------- | ------ | ----- | ------ | ---- | ---- |
| 2004  | 125cc  | Aprilia     | Safilo Carrera - LCR        | 16       | 0         | 0      | 0     | 0      | 54   | 15.º |
| 2005  | 125cc  | Aprilia     | Totti Top Sport - NGS       | 15       | 2         | 6      | 0     | 0      | 183  | 4.º  |
| 2006  | 125cc  | Aprilia     | Master - MVA Aspar Team     | 16       | 2         | 6      | 2     | 2      | 192  | 4.º  |
| 2007  | 125cc  | Aprilia     | Polaris World               | 17       | 4         | 5      | 9     | 2      | 174  | 5.º  |
| 2008  | 250cc  | Aprilia     | Polaris World               | 16       | 1         | 4      | 0     | 0      | 132  | 8.º  |
| 2009  | 250cc  | Aprilia     | Team Tóth                   | 16       | 1         | 5      | 0     | 0      | 128  | 5.º  |
| 2010  | Moto2  | Motobi      | JiR Moto2                   | 8        | 0         | 0      | 0     | 0      | 12   | 28.º |
| 2010  | Moto2  | Suter       | Italtrans Racing Team       | 8        | 0         | 0      | 0     | 0      | 12   | 28.º |
| 2011  | Moto2  | FTR         | IodaRacing Project          | 17       | 0         | 0      | 0     | 0      | 28   | 24.º |
| 2012  | MotoGP | ART         | Speed Master                | 14       | 0         | 0      | 0     | 0      | 13   | 22.º |
| 2012  | Moto2  | FTR         | NGM Mobile Forward Racing   | 1        | 0         | 0      | 0     | 0      | 0    | NC   |
| 2013  | Moto2  | Speed Up    | NGM Mobile Racing           | 17       | 0         | 0      | 0     | 0      | 58   | 15.º |
| 2014  | Moto2  | Forward KLX | NGM Forward Racing          | 17       | 0         | 0      | 0     | 0      | 35   | 21.º |
| 2014  | Moto2  | Kalex       | NGM Forward Racing          | 17       | 0         | 0      | 0     | 0      | 35   | 21.º |
| 2015  | Moto2  | Kalex       | Gresini Racing Moto2        | 2        | 0         | 0      | 0     | 0      | 0    | NC   |
| 2016  | Moto2  | Kalex       | Italtrans Racing Team       | 18       | 0         | 0      | 0     | 0      | 72   | 11.º |
| 2017  | Moto2  | Kalex       | Italtrans Racing Team       | 18       | 1         | 3      | 5     | 1      | 148  | 6.º  |
| 2018  | Moto2  | Kalex       | Italtrans Racing Team       | 18       | 1         | 1      | 3     | 1      | 141  | 9.º  |
| 2019  | Moto2  | Kalex       | Pons HP 40                  | 11       | 0         | 0      | 0     | 0      | 35   | 20.º |
| 2019  | Moto2  | Kalex       | Petronas Sprinta Racing     | 11       | 0         | 0      | 0     | 0      | 35   | 20.º |
| 2019  | Moto2  | Kalex       | Tasca Racing Scuderia Moto2 | 11       | 0         | 0      | 0     | 0      | 35   | 20.º |
| 2019  | Moto2  | KTM         | Sama Qatar Ángel Nieto Team | 1        | 0         | 0      | 0     | 0      | 35   | 20.º |
| 2020  | Moto2  | Kalex       | Red Bull KTM Ajo            | 1        | 0         | 0      | 0     | 0      | 0    | 29.º |
| 2022  | Moto2  | Kalex       | Gas Gas Aspar Team          | 2        | 0         | 0      | 0     | 0      | 1    | 33.º |
| 2022  | Moto2  | Kalex       | RW Racing GP                | 1        | 0         | 0      | 0     | 0      | 1    | 33.º |
| 2023  | Moto2  | Kalex       | Fieten Olie Racing GP       | 2        | 0         | 0      | 0     | 0      | 11   | 25.º |
| 2024  | Moto2  | Boscoscuro  | Team Ciatti Boscoscuro      | 4        | 0         | 0      | 0     | 0      | 0    | 34.º |
| 2025  | Moto2  | Kalex       | Fantic Racing Redemption    | 1        | 0         | 0      | 0     | 0      | 0*   | NC*  |
| Total |        |             |                             | 249      | 12        | 30     | 19    | 6      | 1417 |      |

- *Temporada en curso.

#### Por categoría
| Categoría | Temporadas               | 1.er Gran Premio         | 1.er Podio               | 1.ª Victoria             | Carreras | Victorias | Podios | Poles | V.Ráp. | Pts. | CM |
| --------- | ------------------------ | ------------------------ | ------------------------ | ------------------------ | -------- | --------- | ------ | ----- | ------ | ---- | -- |
| 125 cc    | 2004–2007                | Sudáfrica 2004           | China 2005               | China 2005               | 64       | 8         | 17     | 11    | 4      | 603  | 0  |
| 250 cc    | 2008–2009                | Catar 2008               | Catar 2008               | Catar 2008               | 32       | 2         | 9      | 0     | 0      | 260  | 0  |
| Moto2     | 2010–2020, 2022-Presente | Catar 2010               | Italia 2017              | Italia 2017              | 139      | 2         | 4      | 8     | 2      | 541  | 0  |
| MotoGP    | 2012                     | Catar 2012               |                          |                          | 14       | 0         | 0      | 0     | 0      | 13   | 0  |
| Total     | 2004-2020, 2022-Presente | 2004-2020, 2022-Presente | 2004-2020, 2022-Presente | 2004-2020, 2022-Presente | 247      | 12        | 30     | 19    | 6      | 1417 | 0  |

#### Por carrera
| Año  | Cat.   | Moto        | 1       | 2       | 3       | 4       | 5       | 6       | 7       | 8       | 9       | 10      | 11      | 12      | 13      | 14      | 15      | 16      | 17      | 18      | 19     | 20      | 21  | 22  | Pos  | Pts |
| ---- | ------ | ----------- | ------- | ------- | ------- | ------- | ------- | ------- | ------- | ------- | ------- | ------- | ------- | ------- | ------- | ------- | ------- | ------- | ------- | ------- | ------ | ------- | --- | --- | ---- | --- |
| 2004 | 125cc  | Aprilia     | RSA 13  | SPA Ret | FRA 12  | ITA 8   | CAT 11  | NED 11  | BRA 10  | GER 20  | GBR Ret | CZE 14  | POR 17  | JPN Ret | QAT 9   | MAL 7   | AUS 18  | VAL 11  |         |         |        |         |     |     | 15.º | 54  |
| 2005 | 125cc  | Aprilia     | SPA 4   | POR 8   | CHN 1   | FRA DNS | ITA 4   | CAT 1   | NED 3   | GBR Ret | GER Ret | CZE Ret | JPN 5   | MAL 3   | QAT 9   | AUS 4   | TUR 2   | VAL 3   |         |         |        |         |     |     | 4.º  | 183 |
| 2006 | 125cc  | Aprilia     | SPA 3   | QAT 4   | TUR 17  | CHN 2   | FRA Ret | ITA 1   | CAT 4   | NED 7   | GBR 3   | GER 1   | CZE 6   | MAL 7   | AUS 3   | JPN 4   | POR Ret | VAL 9   |         |         |        |         |     |     | 4.º  | 192 |
| 2007 | 125cc  | Aprilia     | QAT Ret | SPA Ret | TUR Ret | CHN 10  | FRA Ret | ITA 6   | CAT Ret | GBR 1   | NED 1   | GER Ret | CZE 2   | RSM 1   | POR 8   | JPN 1   | AUS 7   | MAL 8   | VAL 4   |         |        |         |     |     | 5.º  | 174 |
| 2008 | 250cc  | Aprilia     | QAT 1   | SPA 2   | POR Ret | CHN 3   | FRA 3   | ITA 5   | CAT 6   | GBR Ret | NED Ret | GER 6   | CZE 7   | RSM Ret | IND C   | JPN 8   | AUS Ret | MAL Ret | VAL 9   |         |        |         |     |     | 8.º  | 132 |
| 2009 | 250cc  | Aprilia     | QAT Ret | JPN 3   | SPA 6   | FRA Ret | ITA 1   | CAT 4   | NED Ret | GER Ret | GBR 3   | CZE 2   | IND Ret | RSM 2   | POR 8   | AUS Ret | MAL Ret | VAL Ret |         |         |        |         |     |     | 5.º  | 128 |
| 2010 | Moto2  | Motobi      | QAT 6   | SPA Ret | FRA Ret | ITA Ret | GBR Ret | NED 14  | CAT     | GER     | CZE     | IND     |         |         |         |         |         |         |         |         |        |         |     |     | 28.º | 12  |
| 2010 | Moto2  | Suter       |         |         |         |         |         |         |         |         |         |         | RSM Ret | ARA Ret | JPN     | MAL     | AUS     | POR     | VAL     |         |        |         |     |     | 28.º | 12  |
| 2011 | Moto2  | FTR         | QAT Ret | SPA 13  | POR 20  | FRA 23  | CAT Ret | GBR Ret | NED 6   | ITA 20  | GER 19  | CZE 11  | IND 8   | RSM 17  | ARA Ret | JPN 14  | AUS Ret | MAL Ret | VAL Ret |         |        |         |     |     | 24.º | 28  |
| 2012 | MotoGP | ART         | QAT 17  | SPA 14  | POR Ret | FRA 12  | CAT 17  | GBR Ret | NED 10  | GER Ret | ITA 15  | USA Ret | IND Ret | CZE 16  | RSM Ret | ARA 16  | JPN     | MAL     | AUS     |         |        |         |     |     | 22.º | 13  |
| 2012 | Moto2  | FTR         |         |         |         |         |         |         |         |         |         |         |         |         |         |         |         |         |         | VAL 25  |        |         |     |     | NC   | 0   |
| 2013 | Moto2  | Speed Up    | QAT Ret | AME 7   | SPA 15  | FRA 6   | ITA 24  | CAT 11  | NED 18  | GER 19  | IND 25  | CZE 14  | GBR 10  | RSM 11  | ARA 9   | MAL Ret | AUS 16  | JPN 10  | VAL 9   |         |        |         |     |     | 15.º | 58  |
| 2014 | Moto2  | Forward KLX | QAT 17  | AME 12  | ARG Ret | SPA 18  |         |         |         |         |         |         |         |         |         |         |         |         |         |         |        |         |     |     | 21.º | 35  |
| 2014 | Moto2  | Kalex       |         |         |         |         | FRA Ret | ITA Ret | CAT 6   | NED 17  | GER 8   | IND DNS | CZE 17  | GBR 9   | RSM 13  | ARA 21  | JPN Ret | AUS Ret | MAL 13  | VAL Ret |        |         |     |     | 21.º | 35  |
| 2015 | Moto2  | Kalex       | QAT     | AME     | ARG     | SPA     | FRA     | ITA 18  | CAT     | NED     | GER     | IND     | CZE     | GBR     | RSM 16  | ARA     | JPN     | AUS     | MAL     | VAL     |        |         |     |     | NC   | 0   |
| 2016 | Moto2  | Kalex       | QAT 16  | ARG 10  | AME 17  | SPA 12  | FRA 16  | ITA Ret | CAT 12  | NED 19  | GER 4   | AUT 13  | CZE 4   | GBR 9   | RSM 16  | ARA 12  | JPN 7   | AUS Ret | MAL 23  | VAL 7   |        |         |     |     | 11.º | 72  |
| 2017 | Moto2  | Kalex       | QAT 24  | ARG 20  | AME 22  | SPA 4   | FRA 5   | ITA 1   | CAT DSQ | NED 4   | GER 5   | CZE Ret | AUT 5   | GBR 2   | RSM Ret | ARA 2   | JPN 5   | AUS Ret | MAL 4   | VAL 19  |        |         |     |     | 6.º  | 148 |
| 2018 | Moto2  | Kalex       | QAT 4   | ARG 1   | AME 7   | SPA 5   | FRA 18  | ITA Ret | CAT Ret | NED 11  | GER Ret | CZE 10  | AUT 4   | GBR C   | RSM 4   | ARA 8   | THA 6   | JPN 14  | AUS Ret | MAL 4   | VAL 4  |         |     |     | 9.º  | 141 |
| 2019 | Moto2  | Kalex       | QAT     | ARG     | AME 4   |         | FRA Ret | ITA 11  | CAT     | NED     | GER     | CZE Ret | AUT 10  | GBR 13  | RSM DNS | ARA     | THA Ret | JPN Ret | AUS Ret | MAL 13  | VAL 11 |         |     |     | 20.º | 35  |
| 2019 | Moto2  | KTM         |         |         |         | SPA Ret |         |         |         |         |         |         |         |         |         |         |         |         |         |         |        |         |     |     | 20.º | 35  |
| 2020 | Moto2  | Kalex       | QAT     | ESP     | AND     | CZE     | AUT     | EST     | RSM     | ERM 16  | CAT     | FRA     | ARA     | TER     | EUR     | VAL     | POR     |         |         |         |        |         |     |     | 29.º | 0   |
| 2022 | Moto2  | Kalex       | QAT     | INA     | ARG     | AME     | POR     | SPA     | FRA     | ITA 15  | CAT     | GER     | NED     | GBR     | AUT     | RSM Ret | ARA     | JPN     | THA     | AUS     | MAL    | VAL Ret |     |     | 33.º | 1   |
| 2023 | Moto2  | Kalex       | POR     | ARG     | AME     | SPA     | FRA     | ITA 11  | GER     | NED     | GBR     | AUT     | CAT     | RSM 10  | IND     | INA     | JPN     | AUS     | THA     | MAL     | QAT    | VAL     |     |     | 25.º | 11  |
| 2024 | Moto2  | Boscoscuro  | QAT     | POR     | AME     | SPA     | FRA     | CAT 17  | ITA 26  | NED     | GER     | GBR     | AUT 23  | ARA     | RSM Ret | ERM     | INA     | JPN     | AUS     | THA     | MAL    | SLD     |     |     | 34.º | 0   |
| 2025 | Moto2  | Kalex       | THA     | ARG     | AME     | QAT     | SPA     | FRA     | GBR     | ARA     | ITA     | NED     | GER     | CZE Ret | AUT     | HUN     | CAT     | RSM     | JPN     | INA     | AUS    | MAL     | POR | VAL | NC   | 0   |

| Color     | Resultado                                                               |
| --------- | ----------------------------------------------------------------------- |
| Oro       | Ganador                                                                 |
| Plata     | 2.ª plaza                                                               |
| Bronce    | 3.ª plaza                                                               |
| Verde     | Finalizó en los puntos                                                  |
| Azul      | Finalizó sin puntos                                                     |
| Azul      | NC - No clasificado                                                     |
| Violeta   | Ret - No terminó (Carrera)                                              |
| Rojo      | DNQ - No se clasificó                                                   |
| Negro     | DSQ - Descalificado                                                     |
| Blanco    | DNS - No empezó (carrera)                                               |
| Blanco    | WD - Retirado (fin de semana)                                           |
| Blanco    | C - Carrera cancelada                                                   |
| Sin color | DNP - Inscrito pero no participó                                        |
| Sin color | INJ - Lesionado                                                         |
| Sin color | EX - Excluido                                                           |
| Estado    | Resultado                                                               |
| Negrita   | Pole position                                                           |
| Cursiva   | Vuelta rápida                                                           |
| x         | Posición en carrera sprint                                              |
| †         | Abandona, pero clasifica al completar el porcentaje requerido para ello |

- *Temporada en curso.

### European Le Mans Series
(Clave) (negrita indica pole position) (cursiva indica vuelta rápida)

| Año  | Escudería                 | Clase | Automóvil      | Motor               | 1   | 2   | 3   | 4   | 5   | 6   | Pos. | Puntos |
| ---- | ------------------------- | ----- | -------------- | ------------------- | --- | --- | --- | --- | --- | --- | ---- | ------ |
| 2021 | Inter Europol Competition | LMP3  | Ligier JS P320 | Nissan VK56 V8 5.6L | CAT | RBR | LEC | MNZ | SPA | POR | 7.º  | 37     |
| 2021 | Inter Europol Competition | LMP3  | Ligier JS P320 | Nissan VK56 V8 5.6L | 8   | 5   | 6   | 3   | NC  |     | 7.º  | 37     |